# Happy Soup
Happy Soup est le troisième album solo de Baxter Dury, sorti en 2011 sur le label Parlophone.

## Production
L'album est mixé et produit par Craig Silvey (Arcade Fire, Arctic Monkeys, Portishead) entre Londres et Ibiza. L'album est une collection de chansons « balnéaires et psychédéliques » (dixit son auteur). La voix grave et nonchalante de Baxter Dury est souvent accompagnée par celle de l'Australienne Madelaine Hart, qui assure les chœurs.

## Réception
L'album est un succès critique,,, et est nommé Album du mois de septembre 2011 par le magazine Magic (revue pop moderne). Happy Soup est également l'un des albums préférés de Frank Black, chanteur des Pixies.

## Pistes
Tous les morceaux ont été écrits par Baxter Dury sauf exceptions.
| Isabel             | 03:44 |
| Claire             | 03:36 |
| Leak At The Disco  | 05:13 |
| Afternoon          | 02:37 |
| Happy Soup         | 03:46 |
| Trellic            | 02:55 |
| Picnic On The Edge | 02:31 |
| Hotel In Brixton   | 03:53 |
| The Sun            | 03:09 |
| Trophies           | 04:29 |